# Van Oest
Van Oest est une maison d'édition belge fondée en 1904 par Gérard Van Oest et disparue vers 1951.

## Historique
Gérard Van Oest (1875-1935) fonde à Bruxelles la Librairie d'Art et d'Histoire, qui publia principalement des livres sur l'histoire de l'art en Europe.
Gérard Van Oest ouvre une filiale à Paris en janvier 1913 : durant la Première Guerre mondiale, il quitte Bruxelles, alors occupée par les forces allemandes et réside à Paris, au 63 boulevard Haussmann. Tout en continuant à publier sur l'histoire de l'art dans la collection Bibliothèque d'Histoire de l'Art, Van Oest édite beaucoup d'ouvrages sur l'art asiatique et lance un fascicule, Ars Asiatica. 
La crise de 1929 va ébranler cette maison d'édition, et les éditions de luxe en général. Le 1er novembre 1931, la Librairie nationale d'art et d'histoire située 46-48 rue Coudenberg à Bruxelles, correspondant des éditions Van Oest, écrit à ses clients qu'un rabais temporaire de 25 % serait accordé sur les ouvrages de leur maison publiés avant 1931. Elle y joint la nomenclature des livres concernés ; elle est divisée en dix catégories :
- Beaux-Arts, Histoire de l'Art, Art ancien,
- Art moderne,
- Miniatures de manuscrits, Gravure, Histoire du livre, Dessins,
- Arts d'Extrême-Orient,
- Architecture, Art décoratif, Arts appliqués,
- Histoire,
- Littérature, Théâtre, Essais, Editions de luxe et d'amateur, Ex-libris,
- Publications militaires,
- Questions politiques et nationales,
- Divers

Mais jusqu'aux années 1940 et 1950 de nouvelles parutions continueront à sortir.
Gérard Van Oest meurt le 12 septembre 1935.
Gustave Vanzype, Alphonse-Jules Wauters et Camille Lemonnier écrivirent beaucoup sur les peintres belges ou créent des catalogues d'expositions célèbres pour cette maison d'édition.

## Publications
- Les dessins de Iacopo Bellini au Louvre et au British Museum. — Bruxelles, Van Oest et Cie, 2 vol., in-4°.
  - Deuxième partie, 1908 : Le livre d'esquisses de Paris, XCVII pi. h. t. et 3 dessins.
  - Première partie, 1912 : Le livre d'esquisses de Londres, CXXXIV pi. h. t.
- Robert Van Malderghem, Le Refuge des vieillards aux Ursulines à Bruxelles (1805 -1905), Bruxelles, 1909
- Grégoire Le Roy, James Ensor, 1922
- Le Harihara de Maha Rosëi, in Études asiatiques, publiées à l'occasion du vingt cinquième anniversaire de l'EFEO. Publications de l'EFEO, XIX, Paris, Van Oest, 1925. I, p. 285-295, pL h. t., n° 26-27, fig., in-8°.
- Dr. M. Funck, le Livre belge à gravures, Paris & Bruxelles, 1925
- Mémoires archéologiques de l'EFEO. Le temple d'Içvarapura (Banteay Srei, Cambodge) [en collab. avec Louis Finot et Henri Parmentier. — Paris, G. Van Oest, 1926, 138, p. 72 pi. h. t., 14 fig.
- Marchal (Mlle Sappho). Costumes et parures khmèrs d'après les Devatâ ď Angkor Vat. Avec illustr. de l'auteur, précédé d'un avant-propos de M. Victor Goloubew. — Paris et Bruxelles, Librairie nationale d'Art et d'Histoire, G. Van Oest édit.; Mâcon, Protat frères imprimeurs, 1927, xi-114 p. avec pi., in-8°.
- Guillaume Des Marez, Le quartier Isabelle et Terarken, Paris et Bruxelles, 1927
- Georges Lequime, Le plus beau pays..., Notes sur l'Hindoustan, 1928. (tirage : 300 exemplaires numérotés)
- Jules Destrée, Roger de la Pasture Van der Weyden, 2 volumes illustrés, Ed. G. Van Oest, 1930
- Mémoires archéologiques publiés par l'EFEO. — II. Le temple ď Angkor Vat. — Paris, G. Van Oest edit., 7 vol., 1929-1932... Première partie, 2 vol... Deuxième partie. La sculpture ornementale du temple, 2 vol., 1930. Troisième partie. La galerie des bas-reliefs, 3 vol
- La province du Thanh Hóa et sa céramique, in Revue des Arts Asiatiques. Annales du Musée Guimet. — Paris, éd. Van Oest, VII, 2, juin 1931.
- G. de Coral-Rémusat, L'art khmèr et les grandes étapes de son évolution. — Paris, G. Van Oest, 1940, 130 p., fig., pi ., cartes, plans, couv. ill., in-4°. [Collection : Art et Ethnologie asiatiques, I.] — 2e éd., 1951 [revue par MM. G. Coedès et Ph. Stern]. In-4°, 130 p.

### Catalogues d'exposition
- Abbé Fernand Crooy[2], Le trésor de Hal ou Les orfèvreries anciennes conservées au Trésor de Hal, Librairie Nationale d'Art et d'Histoire, 1910,
- Travail collectif d'artistes et d'auteurs belges, L'Art et la Vie en Belgique, 1830-1905, Paris-Bruxelles, 1905
- Alphonse-Jules Wauters, Catalogue illustré de l'Exposition rétrospective de l'Art belge, 1905
- Trésor de l'Art belge au XVIIe siècle, Mémorial de l'exposition d'art ancien à Bruxelles en 1910, 1912 (2 volumes  grand in  4°)
- Exposition de la Miniature à Bruxelles en 1912, Librairie d'Art et d'Histoire G. Van Oest & Cie, 1913 (Tirage de luxe : 430 exemplaires numérotés) [3]
- Hippolyte Fierens-Gevaert, Catalogue de l'Exposition Van Eyck et Boets de 1920 à Bruxelles (Tirage 100 exemplaires de luxe numérotés), 1921
- Gustave Vanzype, L'Art belge du XIXe siècle à l'Exposition jubilaire du Cercle artistique et littéraire de Bruxelles en 1922, 1923.

### Ars Asiatica
- N°I. Études et documents publiés sous la direction de Victor Goloubew. La peinture chinoise au Musée Cernuschi, avril-juin 1912, par Édouard Chavannes et Raphaël Petrucci. — Bruxelles et Paris, Van Oest et Cie 1914, in-4° lire en ligne sur Gallica.
- N°II. 1914
- N°III. Études et Documents publiés sous la direction de Victor Goloubew. Sculptures çivaïtes, par Auguste Rodin, Ananda Coomaraswamy, E. B. Havell et Victor Goloubew. — Bruxelles et Paris, Librairie nationale d'Art et d'Histoire G. Van Oest et Cie, éd., 1921, XLII pi. h. t., in-8°.
- N°IV. Les sculptures chames du musée de Tourane, par Henri Parmentier. Paris-Bruxelles, G. Van Oest, 1922.
- N°X. Études et Documents publiés sous le patronage de l'EFEO, documents pour servir à l'étude d'Ajantâ. Les peintures de la première grotte. Paris et Bruxelles, Librairie d'Art et d'Histoire, G. Van Oest édit., 7 janvier 1927. Mâcon, Imprimerie Protat frères, LXXI pi. h. t. en héliotypie de M. Léon Marotte, d'après les clichés pris sous la direction de M. Victor Goloubew, in-8°.
- N°XIII. Les miniatures orientales de la collection Goloubew au Museum of Fine Arts de Boston, par Ananda K. Coomaraswamy, avec un avant-propos de Victor Goloubew. — Paris et Bruxelles, édit. Van Oest; Mâcon, Imprimerie Protat frères, 1929 (12 avril), 115 p., LXXXVIII pi. h. t. en héliotypie de L. Marotte

### Revue
- L'Art Flamand et Hollandais

- - En collaboration avec la Librairie d'Art et d'Histoire :

### Collection des grands artistes des Pays-Bas
- Jean de Bosschère, La sculpture anversoise aux XVe et XVIe siècles, 1909
- Arnold Gofffin, Thiéry Bouts
- Charles Bernard, Pierre Breughel l'Ancien
- Gustave Van Zype, Vermeer de Delft
- Edmond De Bruyn, Les De Vos
- Sander Pierron, Les Mostaert, 1913
- Pierre Bautier, Juste Suttermans, peintre des Médicis, 1912